# Escudo de Kenia
El escudo de armas de Kenia fue aprobado el 15 de octubre de 1963. Es un escudo terciado en faja, de sable (negro), la división superior; de gules (rojo) con bordes de plata (blanco), la división central; y de sínople (verde), la inferior.
El color negro, el rojo acompañado por dos bordes blancos y el verde son los colores nacionales. El negro representa la gente de Kenia; el verde la agricultura y los recursos naturales; el rojo la lucha por la libertad y el blanco representa la unidad y la paz. La franja roja del centro lleva un gallo de plata que sostiene un hacha de lo mismo, que según costumbres locales, representa a la nueva y próspera vida. El escudo y las lanzas simbolizan la unidad y la defensa de la libertad. Los soportes del escudo son dos leones de Kenia - símbolo de la protección, levantándose sobre un fondo que contiene los productos agrícolas de Kenia - café, pelitre, sisal, té, maíz y piñas. 
El pergamino que contiene el lema nacional “Harambee” (Trabajemos Juntos) sostiene el escudo.